# 王宗岳
王 宗岳（おう そうがく、生没年不詳）は、清・乾隆年間に活躍した武術家。
太極拳法、剣法と陰符槍法を得意とした。
山西省太谷人。乾隆56年から60年（1791年 - 1795年）にかけて、河南、洛陽、開封などに滞在したとされる。
自ら修行していた太極拳法が、近代の太極拳と同じかどうかは不明。
著書に、中国武術の理論書として有名な『太極拳譜』がある。
『太極拳譜』は、咸豊2年（1852年）に武禹襄の兄の秋瀛により、舞陽の塩店にて再発見される。
現在流布している「太極拳譜」は、武禹襄や李経綸（りえきよ）などにより研究された後、解説文の追加や文章の変更などがあり、さまざまな版が出版されている。
王宗岳の著作としては、『太極拳論』、『太極拳釋名』、『十三勢歌』（一名『十三勢行功歌』）、『打手歌』の四編とされる。

## この記事全体の参照文献
- 武当山旅行経済特別区武術局サイト